# Salamandra (álbum)
Salamandra es el octavo álbum de estudio del cantante español Miguel Bosé, el primero con la casa musical WEA (perteneciente a la distribuidora Warner Music); fue lanzado al mercado el 20 de mayo de 1986 en Panamá.
Este álbum consta de 9 canciones en las cuales continúa con el mismo formato y dirección vocal plasmados en su anterior álbum Bandido.

## Antecedentes
Una vez terminado el contrato con su anterior casa disquera CBS y después del distanciamiento derivado del encasillamiento que esta misma siempre estuvo presionando al cantante; Miguel decide abandonar y aceptar propuestas de otras compañías discográficas que le ofrecieran una libertad como creador y cantante; además, debido al éxito obtenido por su anterior álbum Bandido, obtuvo varias propuestas; decidiendo firmar un contrato con la compañía WEA la cual le ofreció mayor libertad como artista y una mayor difusión a nivel internacional ya que pertenecía a la distribuidora Warner Music y al conglomerado de medios internacionales Warner Bros.
La nueva compañía de discos y el productor de anterior LP, Roberto Colombo acercó a Miguel con el productor italiano y director musical Celso Valli.  De inmediato comienzan a trabajar en la nueva propuesta seleccionando las canciones de su siguiente LP.

## Realización y promoción
Para la promoción del disco, el artista vuelve a jugar con su imagen, vistiendo en atuendos más óscuros, barba a medio cortar y con el pelo desaliñado o a veces agarrado en una coleta.
El primer sencillo, Nena, se convierte en un éxito en toda España y América Latina. Para la promoción se grabó un vídeo, en el cual aparece Bosé conquistando a una rubia en un bar, que logró posicionar la canción en el número 1 de las listas, disparando las ventas del álbum.
El segundo sencillo para promocionar este nuevo álbum fue la canción Salamandra; la cual coloca a Bosé dentro de la corriente musical de la Movida Madrileña la cual estaba en pleno apogeo dentro de toda España. 
Una vez consolidado el álbum, se lanza la canción Aire soy la cual continúa con el éxito del LP; para promocionarla también se grabó un video donde se puede ver a un Bosé todo de negro con el pelo corto y recogido, acompañado por varias jóvenes con el look de esa época y grabado en un local de moda madrileño.
Más adelante se lanzan las canciones Amapola bésame o Partisano como sencillos para continuar con la promoción del álbum.
El álbum es aclamado tanto por la crítica musical como los fanes convirtiéndolo en un álbum exitoso en la carrera del artista y consolidando al cantante como un referente en la música en español.

## Lista de canciones
| Año de publicación | Álbum      | Discográfica |
| 1986               | Salamandra | WEA          |

| Salamandra |                          |                                                    |          |  |
| N.º        | Título                   | Escritor(es)                                       | Duración |  |
| 1.         | «Nena»                   | Elio Aldrighetti, Miguel Bosé, Vittorio Leoravante | 4:51     |  |
| 2.         | «Salamandra»             | Piero Ameli, Miguel Bosé                           | 4:03     |  |
| 3.         | «Aire soy»               | Miguel Bosé, Riccardo Giagni                       | 4:16     |  |
| 4.         | «You live in me»         | Mike Ogletree, Riccardo Giagni                     | 4:08     |  |
| 5.         | «Amazonas»               | Andrea Fornili, Gianfranco Fornaciari, Miguel Bosé | 4:40     |  |
| 6.         | «Todo un hombre»         | A. Fornili, G. Fornaciari, Miguel Bosé             | 4:25     |  |
| 7.         | «Cuando el tiempo quema» | Miguel Bosé, Riccardo Giagni                       | 4:06     |  |
| 8.         | «Partisano»              | Miguel Bosé, Riccardo Giagni                       | 4:17     |  |
| 9.         | «Amapola bésame»         | Carlos Berlanga, Miguel Bosé                       | 3:36     |  |
| 38:08      |                          |                                                    |          |  |

## Créditos de realización
- Productor – Celso Valli
- Coros – Doris Cales, Emilio Cuervo, Jimmy Thomas, Juan Canovas, Mary Jamison, Richard Darbyshire, Jose Luis Sherpa, Tessa Niles
- Bajos – Loris Ceroni, Paolo Gianoglio, Steve Greetham
- Chelo – Umberto Ballanti
- Doble Bajo – Chris Lawrence
- Batería  – Mauro Gherardi
- Ingeniero – Luca Bignardi
- Asistentes de Ingeniero– Alessandro Scala, Alessandro Volpi, Enzo Troiani
- Guitarras – Andrea Fornili, Paolo Gianoglio, Riccardo Giagni
- Teclados – Celso Valli
- Mezclas – Maurizio Biancani
- Asistente de mezclas – Stefano Bitello
- Repertorio y dirección artística – Roberto Colombo
- Fotografía – Javier Vallhonrat
- Fotografía y arte – Studio Gatti
- Programación – Blue Weaver, Luca Bignardi, Paolo Gianoglio, Piero Cairo, Serse May
- Percusiones y Saxofón – Rudy Trevisi